# تله (چالوس)
تله، روستایی است از توابع بخش مرزن‌آباد شهرستان چالوس در استان مازندران ایران.

## جمعیت
این روستا در دهستان کوهستان (چالوس) قرار دارد و براساس سرشماری مرکز آمار ایران در سال ۱۳۸۵، جمعیت آن ۱۵۱ نفر (۳۷خانوار) بوده‌است. مردم تله از قومیت طبری هستند. مردم تله به زبان طبری با گویش چالوسی سخن می‌گویند.